# Кюнер, Николай Васильевич
Никола́й Васи́льевич Кю́нер (родился 14 [26] сентября 1877 года, Тифлис, Тифлисский уезд, Кавказское наместничество, Российская империя — умер 5 апреля 1955 года, Ленинград, РСФСР, СССР) — советский востоковед, историк и этнограф.

## Биография
Родился 14 (26) сентября 1877 года в Тифлисе, в семье композитора В. В. Кюнера.
Окончил восточный факультет Петербургского университета (1900). С 1902 года профессор Восточного института (с 1920 — Дальневосточный университет) во Владивостоке, с 1925 года — профессор ЛГУ; одновременно, с 1932 года — старший научный сотрудник Института этнографии АН СССР. Доктор исторических наук с 1935 года.
Умер в Ленинграде 5 апреля 1955 года. Похоронен на Большеохтинском кладбище (Тобольская дорога; на могиле установлена гранитная стела).

## Научная деятельность
Издал более 400 работ. Основные труды по истории, этнографии, истории материальной культуры Китая, Японии и Кореи; исследования и переводы классической исторической литературы, работы по источниковедению и библиографии. Переиздал труд Н. Я. Бичурина «Собрание сведений о народах, обитавших в Средней Азии в древние времена» (1950—1953).
Среди его выдающихся учеников историк и востоковед Лев Гумилёв, а также востоковеды П. В. Шкуркин, И. Г. Баранов, Н. П. Мацокин, Б. И. Панкратов, Б. К. Пашков, К. А. Харнский, Р. Е. Пубаев.

## Награды
- орден Ленина[2]
- орден Трудового Красного Знамени (10.06.1945)[2]
- медаль «За доблестный труд в Великой Отечественной войне 1941—1945 гг.»

## Оценки личности
Факультативный курс истории Китая читал Николай Васильевич Кюнер, востоковед дореволюционной школы. Кюнер с золотой медалью окончил факультет восточных языков, несколько лет стажировался в Японии, Китае, Корее, знал шестнадцать языков, включая тибетский, корейский, монгольский, китайский, японский, санскрит. Кюнер отличался от большинства востоковедов широтой научных интересов. Помимо Тибета и Китая, он изучал историю Японии, Кореи, Маньчжурии, Синьцзяна, Монголии, Тувы; был знатоком китайской классической литературы, составлял словари географических названий Китая, Японии, Кореи и библиографические указатели по истории Тибета, Кореи, Монголии, Якутии. Он стал профессором ЛГУ в 1925 году. С 1932 года основным местом работы Кюнера был Институт этнографии Академии наук, но он продолжал читать в ЛГУ несколько курсов, в основном факультативных. Кюнер был хорошим лектором, вел семинары, к тому же он охотно помогал студентам, заинтересовавшимся каким-либо из его многочисленных курсов, раздавал им свои переводы. Более всего в Кюнере Гумилёва должен был привлечь интерес к географии и этнографии Центральной и Восточной Азии. Большая часть его курсов была так или иначе связана именно с этими науками. Гумилёв называл Кюнера своим наставником и учителем. Когда Кюнера не станет, Ахматова напишет Гумилёву в лагерь: «Он так любил тебя, что плакал, когда узнал о постигшем тебя».